# Anna Marciniak (archiwistka)
Anna Marciniak (ur. 26 marca 1941 w Warszawie, zm. 12 sierpnia 2007 w Poznaniu) – polska archiwistka, historyk nauki i dokumentalistka.

## Życiorys
Urodziła się w rodzinie nauczycielskiej. Ojciec, Henryk Błażewski, z pochodzenia lwowiak, był dyrektorem gimnazjum w Nowym Mieście Lubawskim, a w latach 1933–1939 kierownikiem działu oświaty pozaszkolnej w toruńskim Kuratorium Pomorskim. Podczas okupacji nauczał w szkołach powszechnych w Otwocku i Świdrze. Matka, Emilia z domu Przytulska, pochodząca z rodziny kolejarskiej, była nauczycielką w Warszawie i Otwocku. Po zakończeniu II wojny światowej rodzina przeprowadziła się do Bydgoszczy, gdzie ojciec został dyrektorem browaru, a od 1948 do 1951 był dyrektorem Zespołu Szkół Średnich Technicznych. Matka pracowała jako nauczycielka w bydgoskich szkołach podstawowych.
Ukończyła szkołę podstawową przy ul. Bernardyńskiej i Liceum Ogólnokształcące nr 6 (1953-1957). Maturę zdała, mając 16 lat, za zezwoleniem kuratorium oświatowego. W 1957 zaczęła studia na Wydziale Humanistycznym Uniwersytetu Mikołaja Kopernika, ale po pierwszym roku, w 1958 przeniosła się na Uniwersytet Poznański, kontynuując studia historyczne. W 1962 uzyskała tytuł magistra (praca Ustrój polityczny Związku Wieleckiego do połowy XI wieku pod kierunkiem prof. Gerarda Labudy; recenzentem był prof. Henryk Łowmiański).
Pracę rozpoczęła na trzecim roku studiów, w 1959, w archiwum Polskiej Akademii Nauk w Poznaniu pod kierownictwem dra Kazimierza Ślaskiego. W 1965 zdała egzamin na dyplomowanego pracownika dokumentacji naukowej (przewodniczącym komisji był prof. Tadeusz Manteuffel). W 1977 powierzono jej etat dokumentalisty dyplomowanego, a w 1983 starszego dokumentalisty dyplomowanego. Od 1 lutego 1972 do 30 czerwca 2006 była kierownikiem poznańskiego oddziału Archiwum PAN. Od 1971 do 1978 uczęszczała na seminarium doktorskie prof. Zdzisława Grota. Przygotowała wówczas dysertację Rola Tytusa i Jana Działyńskich w rozwoju ośrodka naukowego w Wielkopolsce. 5 maja 1978 obroniła pracę doktorską, którą w 1980 opublikowało PWN.
Zmarła po ciężkiej chorobie i została pochowana na cmentarzu Bożego Ciała w Poznaniu. Mowę pożegnalną wygłosiła dr Hanna Krajewska.

## Zainteresowania i osiągnięcia
Główne jej zainteresowania naukowe to: historia i tradycja nauki w Wielkopolsce, archiwistyka i biografistyka. Opublikowała około 120 prac naukowych. Do jej największych osiągnięć należało ukazanie roli Tytusa i Jana Działyńskich w działalności Poznańskiego Towarzystwa Przyjaciół Nauk oraz gromadzenie, opracowywanie i publikacja spuścizn po uczonych. Publikowała m.in. w Kronice Wielkopolski i Kronice Miasta Poznania. Opracowała 34 biogramy uczonych na potrzeby wydanego w 2000 Pocztu wielkopolskich członków Polskiej Akademii Nauk. W latach 80. i 90. XX wieku pozyskała do kolekcji PAN prawie sto rękopiśmiennych kolekcji będących spuściznami po takich uczonych jak: Tadeusz Cyprian, Zygmunt Czubiński, Michał Ćwirko-Godycki, Stefan Tytus Dąbrowski, Zdzisław Grot, Stanisław Helsztyński, Witold Jakóbczyk, Kazimierz Kaczmarczyk, Józef Kostrzewski, Henryk Łowmiański, Władysław Orlicz, Roman Pollak, Heliodor Święcicki, Stefan Vrtel-Wierczyński, Józef Witkowski i Zygmunt Wojciechowski.
Była członkiem Stowarzyszenia Archiwistów Polskich i Poznańskiego Towarzystwa Przyjaciół Nauk.

## Odznaczenia
Została odznaczona Srebrnym Krzyżem Zasługi (1985) i Złotym Krzyżem Zasługi (2003). W 1978 i 1985 otrzymała także odznakę Za Zasługi dla Archiwistyki, a w 2004 nagrodę zespołową I stopnia Rektora UAM za współautorstwo pozycji Poczet rektorów Almae Matris Posnaniensis.

## Życie prywatne
12 maja 1962 wzięła ślub z poznanym na seminarium prof. Gerarda Labudy Ryszardem Marciniakiem, późniejszym profesorem na Wydziale Filologii Polskiej UAM. Miała z nim dwójkę dzieci: Joannę (germanistkę) i Krzysztofa (matematyka).